# 鲍里斯·利亚托申斯基
鲍里斯·米科拉约维奇·利亚托申斯基（烏克蘭語：Борис Миколайович Лятошинський，羅馬化：Borys Mykolaiovych Liatoshynskyi，1895年1月3日—1968年4月15日），乌克兰作曲家。他是20世纪乌克兰新一代作曲家的领军人物，並获得乌克兰苏维埃社会主义共和国人民艺术家和两项斯大林奖等榮譽。
他在家中接受初等教育，特别是波兰文学和历史在利亚托申斯基家里颇受重视。1913年从日托米尔男子中学毕业后，他入讀基辅大学法学院，毕业后在基辅音乐学院教授音乐。1910年代，利亚托申斯基创作了31部不同音乐流派的作品。1930年代，他前往塔吉克斯坦考察学习民间音乐，并创作了一部有关当地人生活的芭蕾舞剧。他分別在1935年至1938年和1941年至1944年期間於莫斯科音乐学院教授编曲。
苏德战争期间，利亚托申斯基被疏散到萨拉托夫的音乐学院分院任教，他负责教授乌克兰歌曲的编曲，并组织人手将一些乌克兰音乐的手稿运送到安全的地方。
利亚托申斯基的主要作品有歌剧《金环》（1929年）和《肖尔斯》（1937年）、五部交响曲、《乌克兰四民间主题序曲》（1926年）、塔拉斯·舍甫琴科组曲（1952年）和《罗密欧与朱丽叶》（1955年）等。利亚托申斯基在世时,因为其作品中未能体现当时苏联文艺界提倡的社会主义现实主义风格，他的音乐受到苏联当局的批判，他的许多作品很少或从未被演奏过，特别《第二交响曲》一度被禁止演奏。
他的音乐作品带有现代欧洲风格，并巧妙地包含了乌克兰主题。他早期的音乐风格受到家庭、老师的影响。同时，因为利亚托申斯基家族中有波兰人，导致波兰主题也成为他许多作品的中心。他早期还从柴可夫斯基、格拉祖诺夫和斯克里亚宾的作品中汲取灵感。他的音乐风格在后期向肖斯塔科维奇所看齐。作曲家迈罗斯拉夫·斯科里克和瓦连廷·西尔维斯特洛夫曾拜入他的门下，并受到利亚托申斯基的影响。

## 生平

### 早年生活

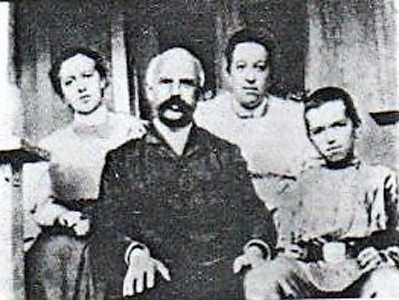
利亚托申斯基与他的父母和妹妹尼娜的合照，摄于20世纪初

鲍里斯·利亚托申斯基出生于乌克兰日托米尔。他的父母都是受过良好教育的音乐人。童年时期，因为父亲需要在不同学校任教，利亚托申斯基一家跟随父亲在乌克兰各地漂泊。利亚托申斯基的出身地日托米尔是波兰人的长期聚居地，也是波兰人的文化和行政中心，他的家族中也有波兰人，同时他的第一位音乐老师是波兰裔，这些因素促成了波兰主题成为他一些作品的核心。
小时候，利亚托申斯基读了很多书，尤其喜欢读亨利克·显克微支和斯特凡·热罗姆斯基的浪漫主义作品。他以一位参加过格伦瓦尔德战役的波兰骑士的名字作为笔名，创作了他早期的音乐作品。他最早期的作品包括玛祖卡舞曲、华尔兹舞曲和肖邦式谐谑曲，这些作品与他晚年的作品几乎没有相似之处。
1913年，利亚托申斯基从日托米尔男子中学毕业。他后来回忆说，“他在学校里对音乐产生了真正的兴趣”。他在校期间掌握了小提琴，并创作了他的第一首作品，其中就包了钢琴四重奏。作品的风格虽然显得天真且缺乏原创性，但却展现了他的音乐天赋，并让他的父亲鼓励他成为一名作曲家。在20世纪10年代，利亚托申斯基创作了31部不同音乐流派的作品，其中20部于2017年才被发现。
1913年，在父亲的建议下，利亚托申斯基进入基辅大学法学院学习。与此同时，他准备进入新开办的音乐学院，跟随赖因霍尔德·格里埃尔教授学习音乐。他的母亲给格里埃尔带来了利亚托申斯基所写的四重奏乐谱，格里埃尔看了乐谱之后同意教授利亚托申斯基。在格里埃尔的邀请下，他成为了音乐班上的学生。
1914年，他第一次见到未来的妻子玛格丽塔·沙列维奇。在1914年至1916年间写给他妻子的信中，他提到了他最初关于创作音乐的想法。
1918年利亚托申斯基毕业于基辅大学法学院，1919年毕业于基辅音乐学院格里埃尔作曲班。利亚托申斯基常常满怀感激地回忆起跟随格里埃尔学习音乐的岁月，“格里埃尔老师只要求一件事：我们在音乐中的陈述要真诚，思想和感情要始终保持真实，以此方法稳步提高我们的专业水平。” 

### 20世纪20年代
1922年至1925年，利亚托申斯基在基辅音乐学院担任讲师和作曲老师，组织并领导了乌克兰当代音乐协会。
20年代是利亚托申斯基创作成熟和个人风格形成的时期。这十年间的前五年，利亚托申斯基主要专注于小提琴和钢琴的室内乐创作，创作了《第二弦乐四重奏》，钢琴、小提琴和大提琴的三重奏以及两首钢琴奏鸣曲等作品。他还创作了一些根据中国古代诗人的歌词创作的歌曲。创作于1925年的《反思》是是一套七首的钢琴曲，也是利亚托申斯基为数不多的钢琴作品之一。
他的歌剧《金环》（1929），改编自乌克兰作家伊万·弗兰科的小说，描述了13世纪乌克兰人对抗蒙古入侵者的故事。《金环》被认为违背苏共的意识形态。
1926年，利亚托申斯基的第一钢琴奏鸣曲在莫斯科出版，六月，格里埃尔教授在一场音乐会节目中首演了利亚托申斯基的《第一交响曲》。同年，他首次尝试将自己的音乐风格与原始民间音乐相结合，根据乌克兰民间音乐创作了一首序曲—《乌克兰四主题序曲》。

### 20世纪30年代
30年代是利亚托申斯基创作中的一个重要阶段。
1931年至1932年间，利亚托申斯基为一个管弦乐队创作了一套管弦乐组曲。1932年至1939年他任乌克兰作曲家联盟主席团委员。受敖德萨歌剧芭蕾舞剧院官员委托，他前往塔吉克斯坦考察民间音乐，并创作一部反映当地人民生活的芭蕾舞剧。1932年，他根据该地区的民间音乐，用小提琴和钢琴创作了塔吉克主题三曲。
利亚托申斯基的创作风格转向大型管弦乐形式，创作了第二交响曲。1933年，利亚托申斯基受苏联作曲家联盟组织局委托，创作一部交响曲与其他一些乌克兰作曲家的作品一齐在莫斯科参加首演。1934年，利亚托申斯基花了六个月的时间创作这部交响曲。尽管这部作品没有正式上演，但它还是受到了一些媒体的批评，一位评论家认为第二交响曲是一部极其空虚、牵强的作品，不贴近现实和人民的作品。由于当时苏联全国哀悼苏联政治家谢尔戈·奥尔忠尼启则逝世，首演被取消。
利亚托申斯基的第二部歌剧《肖尔斯》改编自第一次世界大战结束后的乌克兰内战期间乌克兰共产主义者米科拉·肖尔斯的故事。由于剧本的戏剧性方面的缺陷以及对一些苏联官方史实的冲突，《肖尔斯》短暂在乌克兰多家剧院上演，不久就退下了舞台。
在创作自己的作品的同时，利亚托申斯基还编排了米科拉·李森科的歌剧《埃涅阿斯纪》，格里尔·莫里茨维奇的芭蕾舞剧《喜剧演员》和歌剧《沙阿塞内姆》，并于1937年出色地编排了李森科的歌剧《塔拉斯布尔巴》。
1935年，利亚托申斯基获得教授职称。1935年至1938年，利亚托申斯基同时在基辅和莫斯科两所音乐学院任教。1939年任乌克兰作曲家联盟主席。

### 苏德战争期间
苏德战争期间，苏联当局保护主要的艺术组织和艺术家疏散到苏联内地。乌克兰艺术家在帮助发展暂住地的文化和艺术的同时，他们继续发展他们的民族音乐。
利亚托申斯基所在的莫斯科音乐学院音乐系，被迁往伏尔加河附近的一个小镇萨拉托夫。在萨拉托夫，他创作独奏作品，并为一些室内乐团创作作品，在这期间，他创作了《乌克兰五重奏》，该作品于1943年获得斯大林奖。在教书和创作之余，利亚托申斯基和妻子经常参与，为乌克兰游击队地下组织播放节目的舍甫琴科广播电台的地下活动。
作曲家利亚托申斯基的侄女伊亚·谢尔盖耶夫娜·沙列维奇回忆说，当时德军征用利亚托申斯基位于列宁街的基辅房子作为指挥部。所有房子里的东西都有面临丢失的危险，利亚托申斯基的岳父用一辆手推车将利亚托申斯基的所有文件，运到基辅郊外未受影响的家庭度假别墅，那些文件才免受战火，保存到了战争结束。

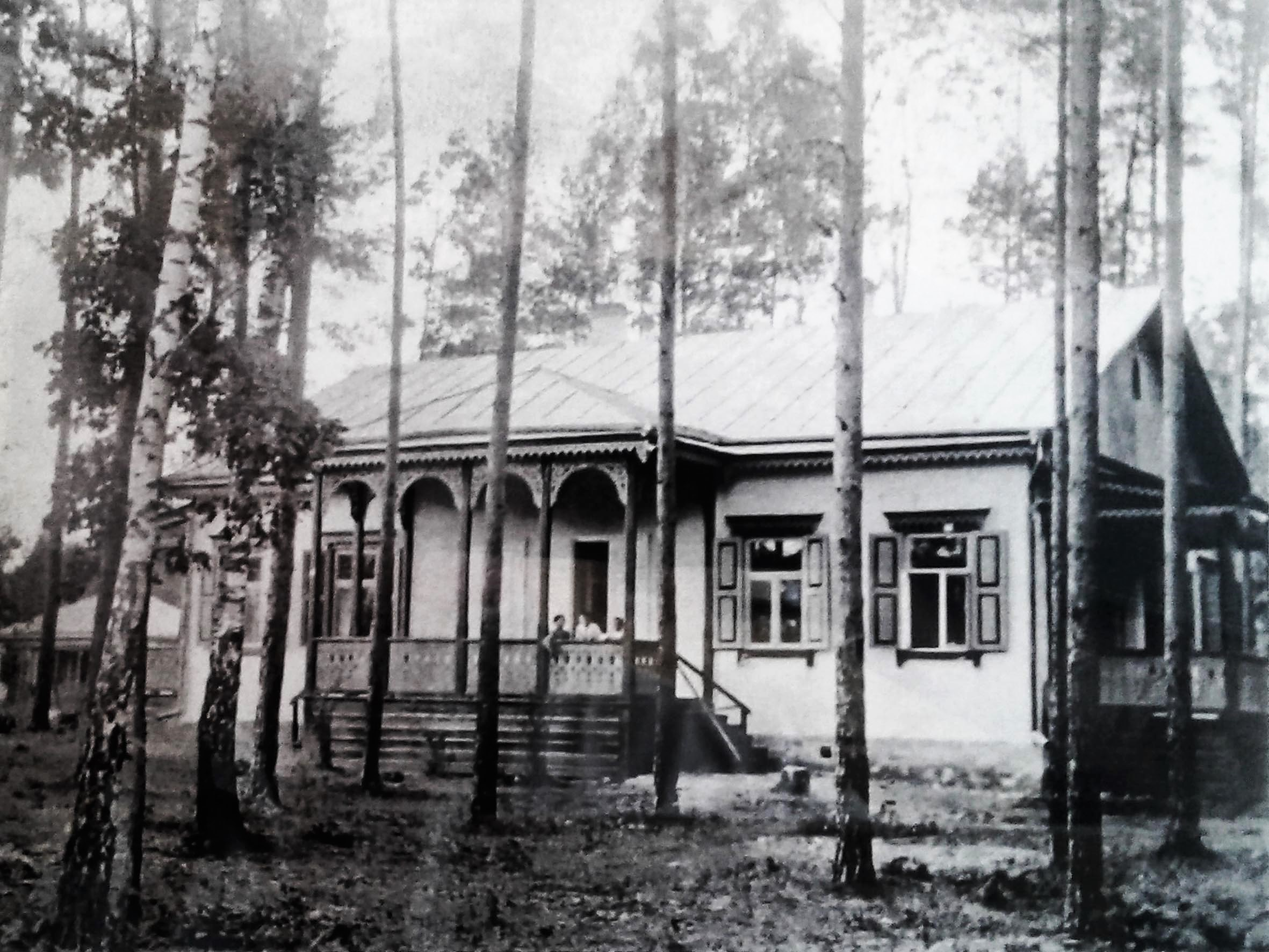
利亚托申斯基在基辅郊外家庭别墅

### 战后生涯
1943年9月，利亚托申斯基受到莫斯科音乐学院请求从萨拉托夫回到莫斯科工作，但在1943年11月10日，基辅解放后，他乘坐第一趟航班返回了乌克兰。
1948年，苏联艺术届的音乐形式主义受到批判，利亚托申斯基的《第二交响曲》被指责为反民族主义和形式主义。同时，苏联共产党中央委员会对利亚托申斯基予以谴责，并表示：
|  | 乌克兰音乐艺术中的反民族主义形式主义思潮主要体现在利亚托申斯基的作品中。特别是《第二交响曲》，这是一部不和谐的作品，杂乱地夹杂着不合理的管弦乐队雷鸣般的声音，使听众感到压抑，从旋律上来说，交响曲的旋律贫乏而无色彩 |

第二交响曲被当局禁止演出后，利亚托申斯基写信给朋友格里埃尔教授，“作为一名作曲家，我已经死了，我不知道什么时候才能复活。”
同样的，由于利亚托申斯基受到的批判，因此他的第三交响曲也一直没有公开演出过。但苏联音乐指挥家纳坦·拉赫林非常勇敢的在挤满人的音乐厅里指挥演奏了这首曲子。事后，利亚托申斯基写信给格里埃尔说，“尽管大厅很拥挤，但是听众还是愿意起立给我鼓掌”。
1952年，利亚托申斯基因电影《塔拉斯·舍甫琴科》的配乐获得国家奖。
歌剧《金环》在赫鲁晓夫时期解冻期间被解禁。
20世纪60年代，利亚托申斯基被允许出国进行文化交流，他在妻子的陪同下访问了奥地利、瑞士等国。在国际音乐节上，他担任过两届国际柴可夫斯基音乐比赛、三届比利时四重奏比赛以及一届米科拉·李森科音乐比赛的评审团成员。在乌克兰，他曾担任乌克兰爱乐乐团的艺术总监，并担任乌克兰国家广播委员会的音乐顾问。他也多次前往波兰参加华沙之秋音乐节。 
1968年4月15日，利亚托申斯基逝世，被埋葬在基辅的拜科维公墓，墓旁有一尊他本人的半身像。

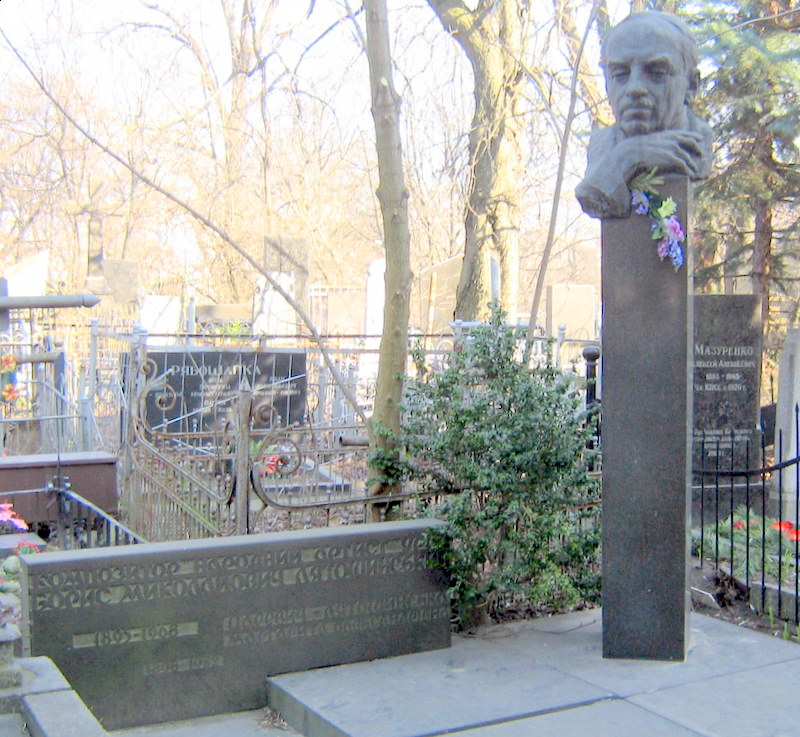
利亚托申斯基的墓碑

## 荣誉与纪念

### 荣誉
- 两项苏联国家奖
  - 1946年：《乌克兰五重奏》
  - 1952年：电影塔拉斯·舍甫琴科（英语：Taras Shevchenko (film)）配乐[5][13][26]
- 舍甫琴科国家奖（英语：Shevchenko National Prize）（1971年）（追授）——歌剧《金环》[27]
- 乌克兰人民艺术家（英语：People's Artist of Ukraine）（1968年）[1]
- 乌克兰苏维埃社会主义共和国功勋艺术工作者（1945年）[7]
- 列宁勋章（1960年）[7]
- 劳动红旗勋章
- 两次苏联荣誉勋章（1938年、1951年）

### 纪念
在他的家乡日托米尔，人们竖立了一座利亚托申斯基纪念碑。在首都基辅，人们在他1944年至1968年间居住过的房子前竖立了一块纪念牌。1977年，基辅的一条街道以他的名字命名。
2002年，他与老师格利埃尔教授的通信被整理和编辑，获得出版。
2005年，乌克兰国家银行发行的2格里夫纳的周年纪念币，以纪念利亚托申斯基诞辰110周年。

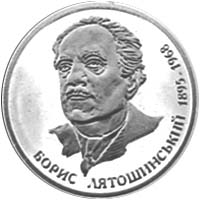
利亚托申斯基诞辰110周年纪念币

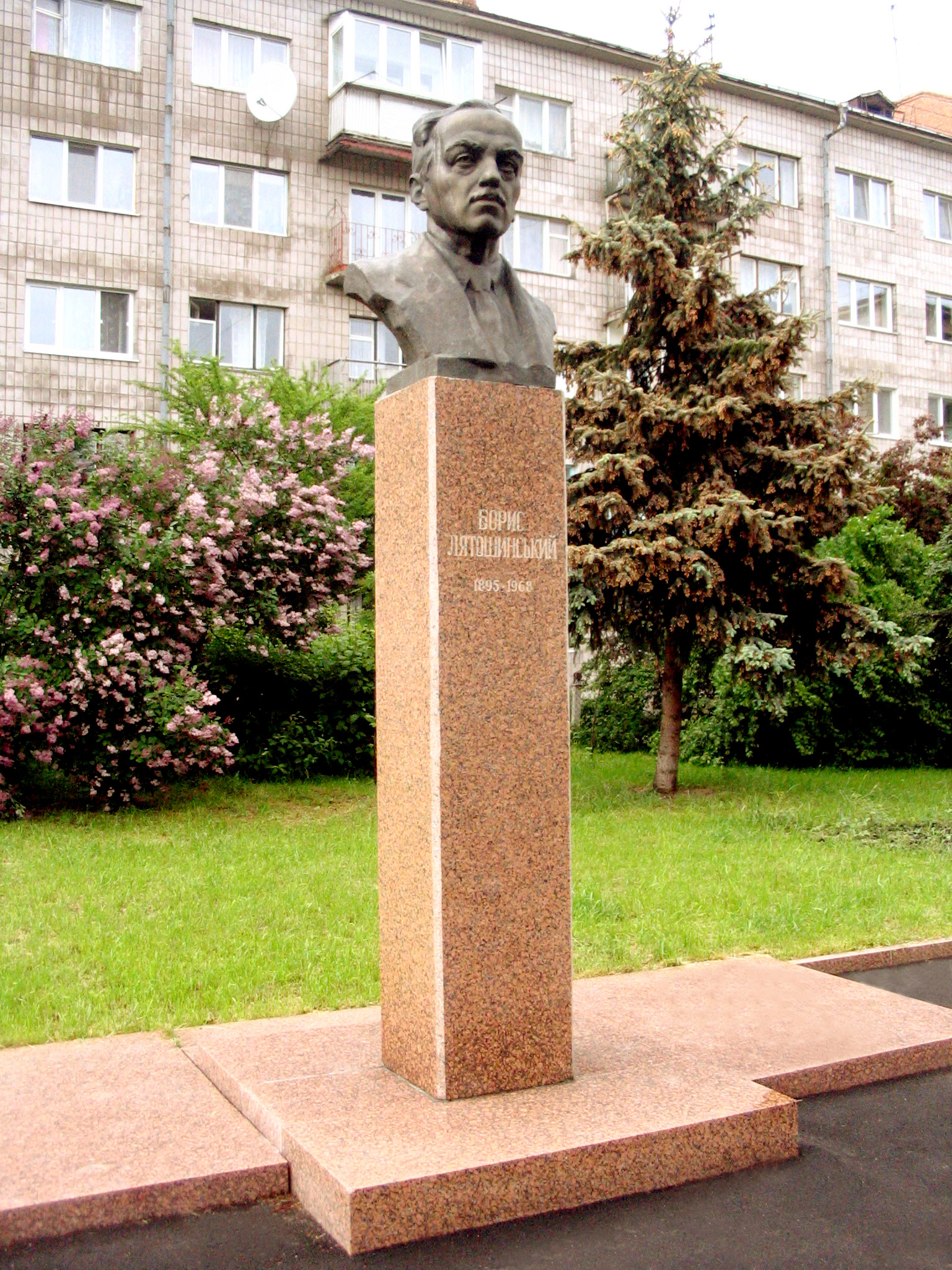
位于日托米尔的纪念碑

## 作品

### 交响曲
利亚托申斯基的交响曲“反映了其本人创作时期的压力”。音乐作家格雷戈尔·塔西认为，《第一交响曲》是继18世纪作曲家马克西姆·别列佐夫斯基之后，乌克兰创作的最早的交响曲。与利亚托申斯基的其他四部交响曲相比，它更加优美且更具有亚历山大·斯克里亚宾风格，它是在利亚托申斯基受到斯克里亚宾和理查德瓦格纳音乐影响时写成的作品。1999年版的英国古典音乐鉴赏书《企鹅激光唱片指南》将《第一交响曲》描述为“精心制作且充满自信的乐谱”。交响曲中表达了与尼古拉·米亚斯科夫斯基第五交响曲相似的战争景象。第一曲中的第二乐章与终曲相平衡，根据音乐历史学家费鲁西奥·塔马罗的说法，“不仅充满活力，而且充满英雄气概，非常符合新兴苏联交响乐的风格”。
第二交响曲描绘的是苏联现实生活，这部交响曲采用传统的三乐章形式，充满了鲜明的情绪对比和戏剧性。第二交响曲受到苏联当局审查，直到1964年才被解禁。
第三交响曲和其第一乐章，与更为著名的肖斯塔科维奇第七交响曲相似，但其他乐章，例如第二乐章，则具有个人性和原创性。第三交响曲采用抒情性和富有想象力的乐器配乐，例如在作品的结尾，使用铜管乐和钟声进行伴奏。第三交响曲是利亚托申斯基最长的，也许是最受欢迎的交响曲，它听起来和第一部一样抒情，但衍生性更少，令听众更有把握。《企鹅激光唱片指南》认为，第三交响曲“努力成为一部优秀的苏联交响曲”，结尾被设计成充满信心，旨在帮助其在政治上被接受或认可。
最后两部交响曲与前三部完全不同——利亚托申斯基的学生瓦连廷·西尔维斯特洛夫回忆说，在创作最后两部交响曲时，老师“似乎属于另一个星球”。根据音乐学家科皮特西亚·达维迪芙娜的说法，后两部交响曲已被很多乌克兰人视为现代乌克兰音乐文化的顶峰。

### 歌剧
利亚托申斯基的歌剧《金环》于1930年首次上演，是20世纪上半叶最著名的乌克兰历史歌剧。音乐和歌词融合了历史、神话和社会现实，利亚托申斯基的配乐将当代音乐表现形式与乌克兰民间曲调有机地结合在一起。《金环》是乌克兰歌剧史上第一部管弦交响乐作品。然而由于斯大林主义的到来，在接下来的三十年里，这部歌剧未能被当局接受。

## 个人声誉
利亚托申斯基是20世纪最受推崇和最有影响力的乌克兰作曲家之一，也是乌克兰音乐现代学派的关键人物。《新格罗夫音乐与音乐家辞典》认为，他是20世纪上半叶获得国际认可的三位乌克兰艺术家之一，也是德米特里·博特尼安斯基去世后最有成就的乌克兰作曲家。

### 引用
1. 1 2 3 4   [People's Artist of the USSR Lyatoshynsky Borys Mykolayovych]. Osvita. 30 October 2010  [26 April 2022]. （原始内容存档于2022-07-18） （俄语）.
2. 1 2  Tassie, Gregor. . Seen and Heard International. 2 April 2022  [30 April 2022]. （原始内容存档于2022-05-17）.
3. ↑  Samokhvalov 1973，第11頁.
4. 1 2 3  Dytyniak 1986，第92–93頁.
5. 1 2 3 4 5 6  Baley 2001.
6. 1 2  Savchuk & Gomon 2019，第172頁.
7. 1 2 3 4 5 6 7 8 9  Gruzin 2009.
8. ↑  Savchuk & Gomon 2019，第170頁.
9. ↑  Savchuk & Gomon 2019，第171頁.
10. ↑  Samokhvalov 1973，第15頁.
11. 1 2 3  . Ukrainian Musical World.   [2024-03-26]. （原始内容存档于2024-03-26） （英语）.
12. 1 2  Dytyniak 1986，第93頁.
13. 1 2 3  Parkhomenko, L.O. . . Kyiv: Institute of Encyclopedic Research of the National Academy of Sciences of Ukraine. 2017  [2024-03-23]. ISBN 978-966-02-2074-4. （原始内容存档于2023-03-21） （乌克兰语）.
14. 1 2 3  Cherkashina-Gubarenko, Marina Cherkashina-Gubarenko.  ["Golden Ring" for the opera]. The Day (Kyiv). 12 February 2020  [3 May 2022]. （原始内容存档于2022-05-02） （乌克兰语）.
15. ↑  . International Music Score Library Project.   [29 April 2022]. （原始内容存档于2021-08-12）.
16. 1 2 3  Anderson 1994.
17. 1 2  Belza 1947，第49頁.
18. ↑  Lyatoshynsky et al. 1986，第6頁.
19. 1 2  Lyubov, Morozova.  ["Forbidden Music"]. The Day (Kyiv).   [4 May 2022]. （原始内容存档于2022-04-30） （乌克兰语）.
20. 1 2 3  Kopytsia, Marianna.  [Symphonies under ... arrest]. The Day (Kyiv). 2 March 2012  [4 May 2022]. （原始内容存档于2022-04-30） （乌克兰语）.
21. 1 2 3  Zinchenko, Natalia.  [Let's Remember Lyatoshinsky]. The Day (Kyiv). 13 April 2011  [3 May 2022]. （原始内容存档于2022-05-07） （俄语）.
22. ↑  . 2016-01-16  [2024-03-26]. （原始内容存档于2024-03-26） （乌克兰语）.
23. 1 2  Tronko 1968，第437頁.
24. ↑  Samokhvalov 1973，第9頁.
25. ↑  Wytwycky, Wasyl. . Internet Encyclopaedia of Ukraine. Canadian Institute of Ukrainian Studies.   [2 May 2022]. （原始内容存档于2012-10-14）.
26. ↑  Frolova-Walker 2016，Appendices.
27. ↑  . Kyiv: Taras Shevchenko National Prize Committee of Ukraine. 2011  [29 April 2022]. （原始内容存档于2019-09-09） （乌克兰语）.
28. 1 2 3 4  Cummings, Robert. . Classical Net Review. Classical Net. 2014  [1 May 2022]. （原始内容存档于2022-05-31）.
29. 1 2  Greenfield, March & Layton 1999，第802頁.
30. ↑  Kuchar, Theodore.  (PDF). Chandos: 3–4. 1993  [26 April 2022]. （原始内容存档 (PDF)于2022-05-31）.
31. ↑  Moody, Ivan. . Gramophone.   [30 April 2022]. （原始内容存档于2022-04-27）.
32. 1 2  Kopytsia, Marianna.  [Revival of a masterpiece]. The Day (Kyiv). 21 December 2011  [4 May 2022]. （原始内容存档于2022-05-05） （乌克兰语）.
33. ↑  Serdyuk, Umanets & Slyusarenko 2002，part ІІ, section 3, 3.3.

### 文献
- Anderson, Martin. . Tempo. 1994, (190): 47–53  [2024-03-24]. JSTOR 945487. （原始内容存档于2023-11-06）.
- . . Oxford University Press.
- Belza, Igor.  [B.N. Lyatoshynsky: Honoured Art Worker of the USSR]. Kyiv: Art Publications. 1947  [2024-03-24]. OCLC 13936532. （原始内容存档于2023-03-21） （乌克兰语）.
- Dytyniak, Maria.  [Ukrainian Composers]. Edmonton, Alberta: Canadian Institute of Ukrainian Studies. 1986 （乌克兰语）.
- Greenfield, Edward; March, Ivan; Layton, Robert. . London; New York: Penguin Books. 1999. ISBN 978-01404-6-887-8 –Internet Archive.
- Frolova-Walker, Marina.  (PDF). Yale University Press. 2016  [29 April 2022]. ISBN 978-03002-0-884-9. （原始内容 (PDF)存档于3 August 2016）.
- Gruzin, D.V. . Smoliy, V.A.  (编). . 6 La-Mi. Institute of History of Ukraine. 2009. （原始内容存档于2016-03-05） （乌克兰语）.
- Lyatoshynsky, Boris; Grisenko, L.; Matusevych, N. I.; Belza, Igor.  [Memoirs, Letters, Materials (2 volumes)]. Kyiv: Musical Ukraine. 1986. OCLC 15473433 （俄语）.
- Oliynyk, Svetlana. . Contemporary Music in the Modern World: A Collection of Scientific Papers (Zhytomyr: Zhytomyr State University Library). 2012: 29–31.
- Samokhvalov, Victor Yakovlevich. Mokritskaya, L.M. , 编.  2nd. Kyiv: Musical Ukraine. 1973  [2024-03-24]. （原始内容存档于2023-03-21） （乌克兰语）.
- Savchuk, Igor Borisovich (编).  [Boris Lyatoshynsky: Romances of the 1920s] (PDF). Kyiv: National Academy of Arts of Ukraine. 2015  [2024-03-24]. ISBN 9-786-17640-176-6. （原始内容存档 (PDF)于2022-10-12） （乌克兰语）.
- Savchuk, Igor; Gomon, Tatiana. . Art History of Ukraine. 2019, (19): 169–182  [2024-03-24]. ISSN 2309-8155. S2CID 242333813. doi:10.31500/2309-8155.19.2019.185990 . （原始内容存档于2023-03-21） （乌克兰语及英语）.
- Serdyuk, O.V.; Umanets, O.V.; Slyusarenko, T.O.  [Ukrainian Musical Culture: from the beginning to the present]. Kharkiv: Osnova. 2002  [2024-03-24]. ISBN 978-5-7768-0708-4. （原始内容存档于2022-05-22） （乌克兰语）.
- Tammaro, Ferrucio. . Krohn, Anna; Howell, Tim; Murtomäki, Veijo  (编). . Cambridge Scholars Publishing. 2017. ISBN 978-15275-0-087-7.
- Tronko, Petro (编). .  11. 1968 （乌克兰语）.
- Zhaleyko, D.  [Creativity of Boris Lyatoshynsky and Valentin Silvestrov: parallels and metamorphoses]. Scientific Notes (Vladimir Hnatiuk Ternopil National Pedagogical University). 2015, 1 (33): 112–122  [2024-03-24]. （原始内容存档于2022-06-18） （俄语）.

## 扩展阅读
- Lunina, A.E.  [Yevhen Stankovych: "Borys Lyatoshynsky – Unique Ukrainian Composer"]. Journal of the National Music Academy of Ukraine (Kyiv). 2014, 24 (3): 102–115. ISSN 2414-052X （乌克兰语）.
- Nikitina, L. D.  [Soviet music: history and modernity]. Moscow: Tutorial. 1991  [3 May 2022]. ISBN 978-5-7140-0244-1. （原始内容存档于18 July 2022） （俄语）.
- Oliynyk, Svitlana.  [Five preludes for piano by B. Lyatoshynsky: a figurative-thematic concept of the cycle]. Contemporary Music in the Modern World: A Collection of Scientific Papers (Zhytomyr State University Library). 2012: 29–31  [2024-03-24]. （原始内容存档于2023-03-30） （乌克兰语）.
- Pastelyak.  [The Transformation of poetry in the piano works of Borys Lyatoshynsky]. Scientific Notes of Volodymyr Hnatyuk Ternopil National Pedagogical University and the Peter Tchaikovsky National Music Academy of Ukraine. 2004: 30–37  [2024-03-24]. （原始内容存档于2023-03-30）.
- Pijarowska, Aleksandra (编).  (PDF). Wrocław: Karol Lipiński Academy of Music. 2021  [2024-03-24]. ISBN 978-836547-323-3. （原始内容存档 (PDF)于2022-10-31）.